# Egipto en la Copa Mundial de Fútbol de 1990
La selección de Egipto fue una de las 24 selecciones que participó en la Copa Mundial de Fútbol de 1990 celebrada en Italia. Esta fue su segunda participación luego de 56 años de ausencia.

## Clasificación

### Segunda ronda

#### Grupo B
| Equipo  | Pts | PJ | PG | PE | PP | GF | GC | Dif |
| ------- | --- | -- | -- | -- | -- | -- | -- | --- |
| Egipto  | 8   | 6  | 3  | 2  | 1  | 6  | 2  | 4   |
| Liberia | 6   | 6  | 2  | 2  | 2  | 2  | 3  | -1  |
| Malaui  | 5   | 6  | 1  | 3  | 2  | 3  | 4  | -1  |
| Kenia   | 5   | 6  | 1  | 3  | 2  | 2  | 4  | -2  |

| Fecha                | Lugar    |         |                    | Resultado |                    |         |
| -------------------- | -------- | ------- | ------------------ | --------- | ------------------ | ------- |
| 6 de enero de 1989   | El Cairo | Egipto  | Bandera de Egipto  | 2:0       | Bandera de Liberia | Liberia |
| 21 de enero de 1989  | Lilongüe | Malaui  | Bandera de Malaui  | 1:1       | Bandera de Egipto  | Egipto  |
| 10 de junio de 1989  | Nairobi  | Kenia   | Bandera de Kenia   | 0:0       | Bandera de Egipto  | Egipto  |
| 25 de junio de 1989  | Monrovia | Liberia | Bandera de Liberia | 1:0       | Bandera de Egipto  | Egipto  |
| 12 de agosto de 1989 | El Cairo | Egipto  | Bandera de Egipto  | 1:0       | Bandera de Malaui  | Malaui  |
| 26 de agosto de 1989 | El Cairo | Egipto  | Bandera de Egipto  | 2:0       | Bandera de Kenia   | Kenia   |

### Ronda final
| 8 de octubre de 1989 | Argelia | 0:0 | Egipto | Estadio 17 de junio, Constantina                                           |  |
|                      |         |     |        | Asistencia: 55.000 espectadores Árbitro(s): Sydney Picon-Ackong (Mauricio) |  |

| 17 de noviembre de 1989 | Egipto      | 1:0 (Global 1:0) | Argelia | Estadio Internacional, El Cairo                                     |                                                                     |
|                         | H. Hassan 4 |                  |         | Asistencia: 100.000 espectadores Árbitro(s): Ali Bin Nasser (Túnez) | Asistencia: 100.000 espectadores Árbitro(s): Ali Bin Nasser (Túnez) |

## Jugadores
Datos corresponden a situación previo al inicio del torneo
| #  | Nombre                           | Posición          | Edad              | PJ Sel            | Club              |
| -- | -------------------------------- | ----------------- | ----------------- | ----------------- | ----------------- |
| 1  | Ahmed Shobair                    | Portero           | 29                | 52                | Al-Ahly           |
| 2  | Ibrahim Hassan                   | Defensa           | 23                | 45                | Al-Ahly           |
| 3  | Rabieh Yassein                   | Defensa           | 29                | 81                | Al-Ahly           |
| 4  | Hany Ramzy                       | Defensa           | 21                | 28                | Al-Ahly           |
| 5  | Hesham Yakan                     | Defensa           | 27                | 35                | Zamalek           |
| 6  | Ashraf Kasem                     | Defensa           | 23                | 38                | Zamalek           |
| 7  | Ismail Youssef                   | Mediocampista     | 25                | 29                | Zamalek           |
| 8  | Magdi Abdelghani                 | Mediocampista     | 30                | 57                | Beira-Mar         |
| 9  | Hossam Hassan                    | Delantero         | 23                | 49                | Al-Ahly           |
| 10 | Moustafa Gamal Abdelhamid        | Mediocampista     | 32                | N/A               | Zamalek           |
| 11 | Tarek Mohamed Soliman            | Mediocampista     | 28                | N/A               | Al-Masry          |
| 12 | Taher Abou Zeid                  | Delantero         | 28                | 48                | Al-Ahly           |
| 13 | Ahmed Megahid Ramzy              | Defensa           | 24                | 27                | Zamalek           |
| 14 | Alaa Maihoub                     | Mediocampista     | 27                | N/A               | Al-Ahly           |
| 15 | Saber Eid Ali Omar               | Mediocampista     | 31                | N/A               | Ghazl El-Mehalla  |
| 16 | Magdy Tolba                      | Mediocampista     | 26                | N/A               | PAOK Salónica FC  |
| 17 | Ayman Shawky Kusowa              | Delantero         | 27                | N/A               | Al-Ahly           |
| 18 | Osama Oraby                      | Mediocampista     | 28                | N/A               | Al-Ahly           |
| 19 | Hosny Adel Abdelrahman           | Delantero         | 22                | N/A               | Al-Ahly           |
| 20 | Ahmed Abdou Abd El Aziz -El Kass | Delantero         | 24                | 42                | El-Olympi         |
| 21 | Ayman Taher Kandil               | Portero           | 24                | N/A               | Zamalek           |
| 22 | Thabet El-Batal                  | Portero           | 36                | N/A               | Al-Ahly           |
| DT | Mahmoud El-Gohary                | Mahmoud El-Gohary | Mahmoud El-Gohary | Mahmoud El-Gohary | Mahmoud El-Gohary |

## Participación

### Grupo F
| Equipo       | Pts | PJ | PG | PE | PP | GF | GC | Dif |
| ------------ | --- | -- | -- | -- | -- | -- | -- | --- |
| Inglaterra   | 4   | 3  | 1  | 2  | 0  | 2  | 1  | 1   |
| Irlanda 1    | 3   | 3  | 0  | 3  | 0  | 2  | 2  | 0   |
| Países Bajos | 3   | 3  | 0  | 3  | 0  | 2  | 2  | 0   |
| Egipto       | 2   | 3  | 0  | 2  | 1  | 1  | 2  | -1  |

| 12 de junio de 1990, 21:00 | Países Bajos | 1:1 (0:0) | Egipto                | Stadio Della Favorita, Palermo                                    |                                                                   |
|                            | Kieft 58'    | Reporte   | Abdelghani 83' (pen.) | Asistencia: 34.421 espectadores Árbitro(s): Emilio Soriano Aldrén | Asistencia: 34.421 espectadores Árbitro(s): Emilio Soriano Aldrén |

| 17 de junio de 1990, 17:00 | Irlanda | 0:0     | Egipto | Stadio Della Favorita, Palermo                                    |                                                                   |
|                            |         | Reporte |        | Asistencia: 33.288 espectadores Árbitro(s): Marcel van Langenhove | Asistencia: 33.288 espectadores Árbitro(s): Marcel van Langenhove |

| 21 de junio de 1990, 21:00 | Inglaterra | 1:0 (0:0) | Egipto | Stadio Sant'Elia, Cagliari                                     |                                                                |
|                            | Wright 58' | Reporte   |        | Asistencia: 34.959 espectadores Árbitro(s): Kurt Röthlisberger | Asistencia: 34.959 espectadores Árbitro(s): Kurt Röthlisberger |